# Озерлаг
Озерний виправно-трудовий табір (Озерлаг, Особливий табір N 7) —  особливий табір (рос. особые лагеря) для політв'язнів, входив у систему таборів ГУЛАГу.
Відомо про існування 26 окремих концтаборів, з них 4 — жіночих.

## Історія
Був організований в 1948, був розбитий на табірні пункти, що розташовувалися між Тайшетом і Братськом. У Озерлазі одночасно містилися до 40 000 ув'язнених, зайнятих на будівництві дільниці  БАМу Братськ — Тайшет і далі до Усть-Кута, а також на лісозаготівлях, деревопереробці, виробництві та постачанні пиломатеріалів, шпал і збірних дерев'яних будинків.

## Відомі люди
- Бистролєтов Дмитро Олександрович — радянський розвідник (1949—1954)
- Войцеховський Сергій Миколайович — генерал-майор армії Колчака, учасник Великого Сибірського Крижаного походу (1949—1951)
- Волович Хава Володимирівна — письменниця, режисер
- Гавронський Олександр Йосипович — режисер театру і кіно
- Греків Олександр Петрович — генерал-хорунжий, міністр військових справ УНР (1949—1956)
- Домбровський Юрій Йосипович — письменник (1949—1955)
- Калик Михайло Наумович — кінорежисер
- Кібардін Олексій Олексійович — протоієрей Російської Православної Церкви (1950—1955)
- Кузнецов Побіск Георгійович — винахідник (1953—1954)
- Лихачов Іван Олексійович — перекладач (1948—1955)
- Петкевич Тамара Володимирівна — актриса, письменниця
- Русланова Лідія Андріївна — співачка (1949—1950);
- Улановська Майя Олександрівна — учасниця антисталінської організації, згодом перекладач (1951—1955)
- Цікото Андрій — архімандрит Ордену Маріанів, Апостольський адміністратор для католиків візантійського обряду в Манчжурії, білоруський церковний і громадський діяч (1949—1952)
- Штерн Манфред — радянський розвідник, співробітник Комінтерну, командир інтернаціональної бригади в Іспанії (1948—1954)
- Шумовський Теодор Адамович — сходознавець (1948—1956)

### Українські в'язні
- Сліпий Йосиф — архієпископ Української греко-католицької церкви (останній термін — 1958-63)
- Сеник Ірина Михайлівна — українська поетеса, дисидент, член Української Гельсінкської групи з 1979.
- Воробець Федір («Верещака») (помер в таборі вересень 1959) — командир ВО «Тютюнник», командир Східної ВО/(З'єднаних груп «44»).
- Майстренко Яків Васильович -український драматург, прозаїк, перекладач (1949-1955 рр., реабілітований в 1956).